# فتاحي النيسابوري
محمد بن يحيى سباك النيسابوري (المعروف باسم فتاحي النيسابوري توفي عام 1448)، كان شاعرًا وخطاطًا فارسيًا في الدولة التيمورية. من مواليد مدينة نيسابور، وأحد الشعراء والخطاطين البارزين في بلاط الحاكم التيموري شاه روخ (حكم. 1405–1447).